# Europees kampioenschap voetbal 2008 (kwartfinale) Spanje - Italië
Dit artikel gaat over de wedstrijd in de kwartfinale tussen Spanje en Italië gespeeld op 22 juni 2008 tijdens het Europees kampioenschap voetbal 2008. Spanje won deze wedstrijd na een serie strafschoppen en behaalde zodoende de halve finale.

## Voorafgaand aan de wedstrijd
- Spanje was na twee wedstrijden al zeker van de groepswinst. Spanje won het eerste duel in Groep D met 4 - 1 van Rusland. Het tweede duel werd met 2 - 1 gewonnen van Zweden. Het laatste duel werd met 2 - 1 gewonnen van Griekenland.
- Italië kwalificeerde zich pas op de laatste speeldag van Groep C en kwalificeerde zich als nummer 2 van Groep C voor de kwartfinale. De eerste wedstrijd werd met 0 - 3 verloren van Nederland. De tweede wedstrijd werd een 1 - 1 gelijk spel tegen Roemenië. De laatste wedstrijd werd met 2 - 0 gewonnen van Frankrijk.
- Italië kan geen beroep meer doen op Andrea Barzagli. De Italiaanse verdediger die tegen Nederland nog in de basis stond, beschadigde tijdens de training zijn meniscus van zijn linkerknie.[1]
- Bovendien moeten de Italiaanse spelers Andrea Pirlo en Gennaro Gattuso de match vanop de tribune volgen aangezien ze al twee keer tegen het geel zijn aangelopen dit toernooi[2].

## Wedstrijdgegevens

De basisopstellingen van beide landen.

| Datum                | 22 juni 2008                | 22 juni 2008                |
| Stadion              | Ernst Happel Stadion, Wenen | Ernst Happel Stadion, Wenen |
| Toeschouwers         | 51.000                      | 51.000                      |
| Scheidsrechter       | Herbert Fandel              | Herbert Fandel              |
| Assistenten          | Carsten Kadach Volker Wezel | Carsten Kadach Volker Wezel |
| Vierde man           | Frank De Bleeckere          | Frank De Bleeckere          |
| Man van de wedstrijd | Iker Casillas               | Iker Casillas               |
|                      | Spanje                      | Italië                      |
| Doelpunten           | 0                           | 0                           |
| Gele kaarten         | 3                           | 1                           |
| Rode kaarten         | 0                           | 0                           |
| Wissels              | 3                           | 3                           |
| Schoten op doel      | 12                          | 4                           |
| Schoten naast doel   | 14                          | 4                           |
| Overtredingen        | 25                          | 25                          |
| Hoekschoppen         | 8                           | 3                           |
| Buitenspel           | 3                           | 4                           |
| Vrije trappen        | 29                          | 28                          |
| Strafschoppen        | 0                           | 0                           |
| Balbezit (tijd)      | 49' 13                      | 37'35                       |
| Balbezit (%)         | 59                          | 41                          |

| Spanje | 0 – 0               | Italië |
| | goals (assists)     | |
| David Villa Santiago Cazorla Marcos Senna Daniel Güiza Francesc Fàbregas                                                                                              | strafschoppen 4 – 2 | Fabio Grosso Daniele De Rossi Mauro Camoranesi Antonio Di Natale |
| Luis Aragonés | bondscoach          | Roberto Donadoni |
| Iker Casillas Carlos Marchena Carles Puyol Andrés Iniesta 59' David Villa Xavi Hernández 60' Fernando Torres 85' Joan Capdevila Sergio Ramos Marcos Senna David Silva | opstellingen        | Gianluigi Buffon Christian Panucci Fabio Grosso Giorgio Chiellini Luca Toni Daniele De Rossi Massimo Ambrosini 75' Antonio Cassano Gianluca Zambrotta 58' Simone Perrotta 108' Alberto Aquilani |
| Francesc Fàbregas 60' Santiago Cazorla 59' Daniel Güiza 85' | wissels             | 108' Alessandro Del Piero 75' Antonio Di Natale 58' Mauro Camoranesi |
| Andrés Iniesta 11' David Villa 72' Santiago Cazorla 112' | gele kaarten        | 31' Massimo Ambrosini |
| | rode kaarten        | |

## Overzicht van wedstrijden
| Groepswedstrijden | | | |
| Groep A | Groep B | Groep C | Groep D |
| Zwitserland - Tsjechië Portugal - Turkije Tsjechië - Portugal Zwitserland - Turkije Zwitserland - Portugal Turkije - Tsjechië | Oostenrijk - Kroatië Duitsland - Polen Kroatië - Duitsland Oostenrijk - Polen Oostenrijk - Duitsland Polen - Kroatië | Roemenië - Frankrijk Nederland - Italië Italië - Roemenië Nederland - Frankrijk Nederland - Roemenië Frankrijk - Italië | Spanje - Rusland Griekenland - Zweden Zweden - Spanje Griekenland - Rusland Griekenland - Spanje Rusland - Zweden |
| Kwartfinales | | | |
| Portugal - Duitsland | Kroatië - Turkije | Nederland - Rusland | Spanje - Italië                                                                                                   |
| Halve finales | | | |
| Duitsland - Turkije | Duitsland - Turkije                                                                                                  | Rusland - Spanje | Rusland - Spanje                                                                                                  |
| Finale | | | |
| Duitsland - Spanje | | | |